# Stendaler Beiträge
Die Beiträge zur Geschichte, Landes- und Volkskunde der Altmark (Zitiertitel Stendaler Beiträge) waren eine Zeitschriftenreihe des Altmärkischen Museumsvereines zu Stendal.

## Geschichte
Sie erschienen von 1899 bis 1941 in jährlichen Heften in insgesamt 7 Bänden in Stendal anfangs bei Franzen und Grosse, später in der Altmärkischen Druck- und Verlagsanstalt, ab 1937 im Trommler-Verlag. Herausgegeben wurde die Reihe im Auftrag des Altmärkischen Museumsvereines zu Stendal ab 1905 von Paul Kupka.
Die Reihe widmete sich heimatgeschichtlichen Themen aus der Altmark, vor allem der frühen Archäologie, damals als Altertumsforschung bezeichnet.
Viele Artikel von Paul Kupka beschäftigten sich mit der systematischen Auswertung archäologischer Funde der Altmark, besonders der Schönfelder Kultur. Beliebt waren die Artikel von Alfred Pohlmann zu Sagen aus der Altmark sowie der Artikel von Paul Karl Wernicke über die Stendaler Straßennamen.

## Autoren
Die wichtigsten Autoren waren Paul Kupka, Carl Hartwich, Wilhelm Zahn, Alfred Pohlmann, Franz Kuchenbuch und Ernst Wollesen.